# Caloptilia vicinola
Caloptilia vicinola är en fjärilsart som beskrevs av Lajos Vári 1961. Caloptilia vicinola ingår i släktet Caloptilia och familjen styltmalar.
Artens utbredningsområde är Zimbabwe. Inga underarter finns listade i Catalogue of Life.